# Lípy u Hubertusu
Lípy u Hubertusu je společné označení pro dvojici památných stromů, které rostou v lázních Karlova Studánka, u křižovatky silnice II/450 a silnice II/445, která zde odbočuje do Karlovy Studánky a pokračuje dále do Ludvíkova a Vrbna pod Pradědem. Lípy jsou součástí větší aleje mohutných lip, další lípy nebo celá alej ale zatím jako památné stromy vyhlášeny nebyly. Alej roste ve směru do lázní podél pravého okraje silnice.
Oficiální označení památných stromů se státním znakem je umístěno mezi tyto dva stromy, výše (blíže ke křižovatce) roste lípa velkolistá (lípa širokolistá, Tilia platyphyllos), níže (dále od křižovatky) pak lípa srdčitá (lípa malolistá, Tilia cordata). Stromy rostou v nadmořské výšce téměř 810 metrů.
Jen několik metrů od dvojice lip roste další památný strom, buk na křižovatce pod Hubertovem, který se ale nachází těsně nad křižovatkou, několik metrů před odbočkou do lázní. S obvodem kmene 493 cm v době vyhlášení, v roce 2024 již pravděpodobně přes 500 centimetrů, je uváděn jako buk s největším obvodem v rámci celé CHKO Jeseníky.

## Základní údaje
- Jako chráněné stromy byly obě lípy vyhlášeny 23. srpna 2000. Revize vyhlašovací dokumentace proběhla 10. července 2024.[2]
- Přibližná poloha (pro oba stromy): 50°4′28″ s. š., 17°18′2″ v. d.

### Lípa velkolistá
- Obvod kmene: 456 cm v době vyhlášení[3]
- Výška stromu: 25 metrů v době vyhlášení
- Odhadované stáří stromu: 260–310 let

### Lípa srdčitá
- Obvod kmene: 458 cm v době vyhlášení[3]
- Výška stromu: 23 metrů v době vyhlášení
- Odhadované stáří stromu: 260–310 let

## Další památné stromy vKarlově Studánce
Na území lázní Karlova Studánka se v roce 2024 nachází pět vyhlášených památných stromů (resp. šest, pokud stromy z dvojice společně vyhlášených „lip u Hubertusu“ počítáme zvlášť). Ve směru od místní části Hubertov na Ludvíkov (přibližně od západu k východu) první je již zmíněný (nedaleko od lip rostoucí) buk na křižovatce pod Hubertovem (buk lesní).
Druhá je zde popisovaná dvojice „lip u Hubertusu“. Třetí je jedle v lázeňském parku, asi 90 metrů nad Pitným pavilónem (jedle bělokorá). Čtvrtý je buk u mateřské školy (v parku přes cestu u mateřské školky a nedaleko kostela: rovněž buk lesní) a pátý je buk dvoják u mostu (také buk lesní, o něco níže na opačné straně od silnice II/445).  

## Fotogalerie

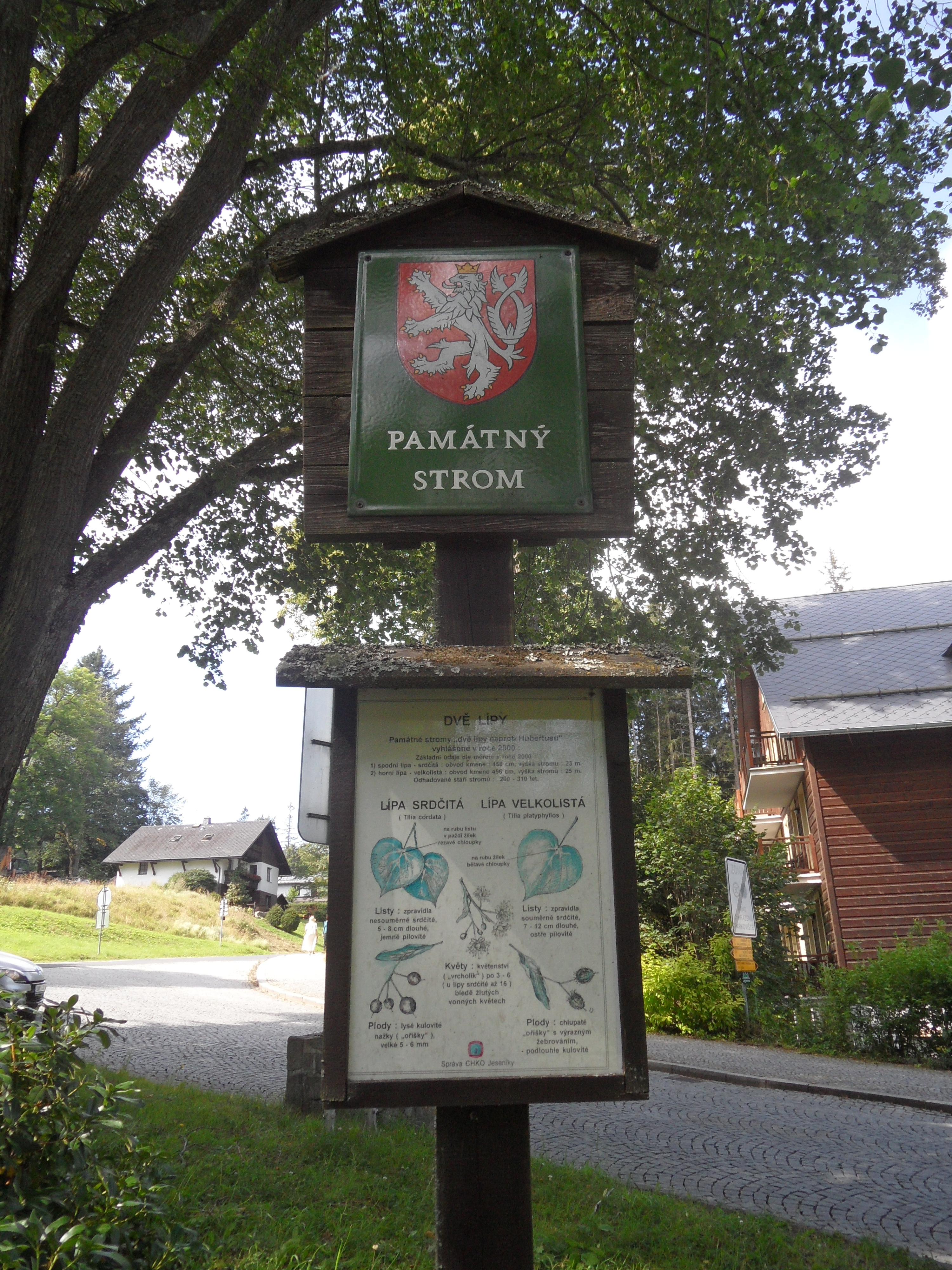
Společné označení pro oba stromy
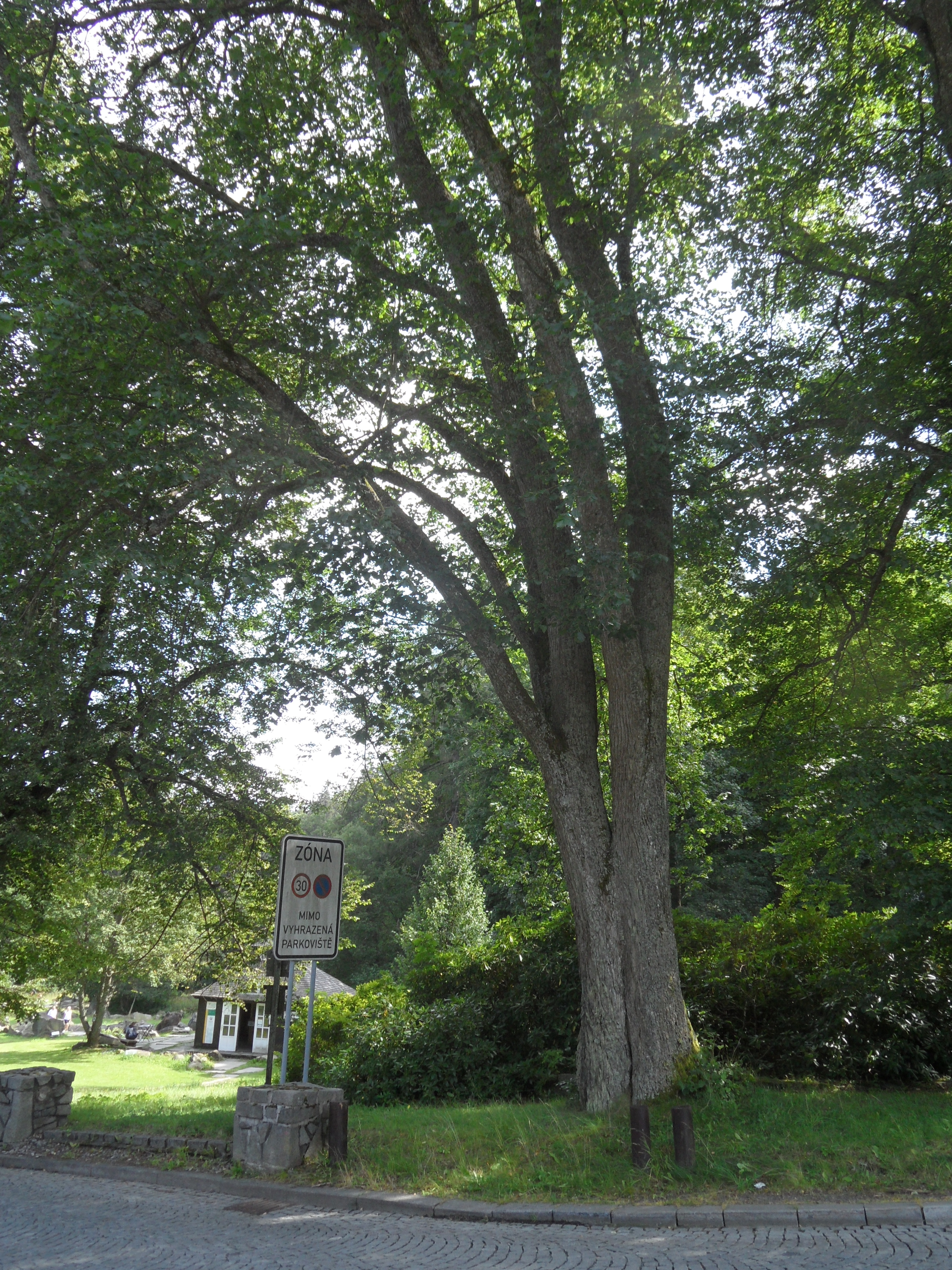
Horní lípa velkolistá
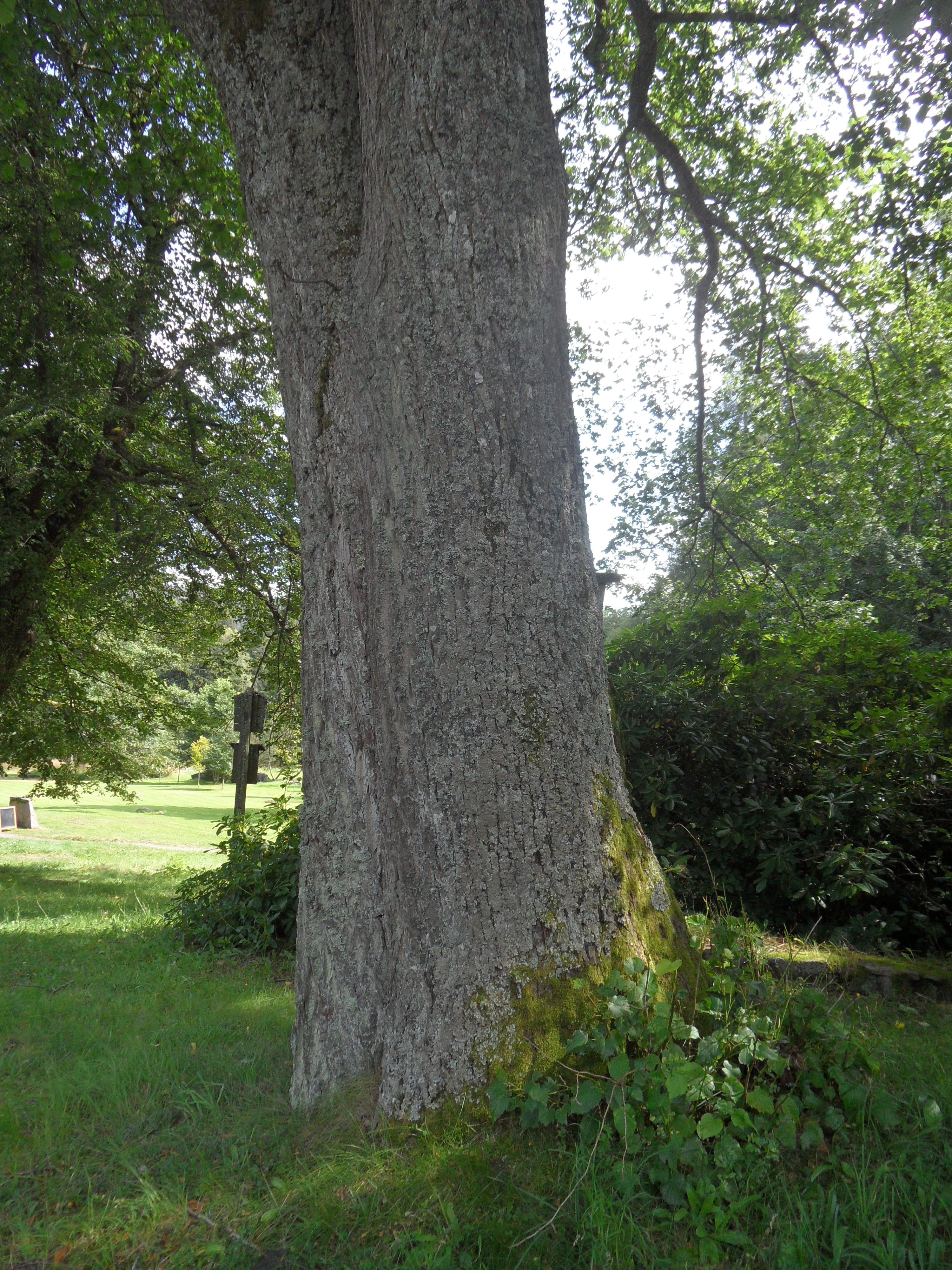
Detail kmene horní lípy
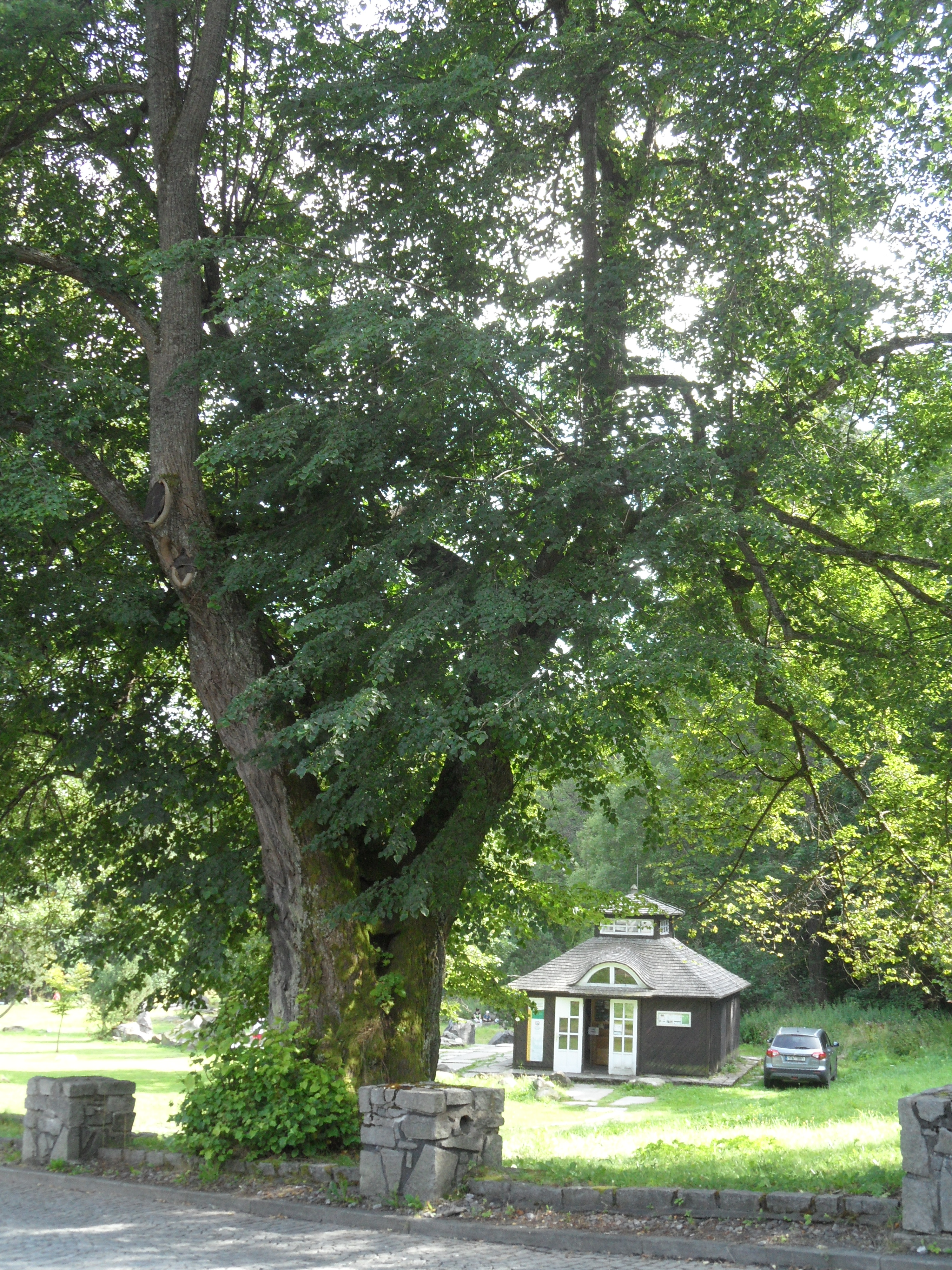
Dolní lípa srdčitá